# Pretender
Pretender是日本流行樂隊Official髭男dism的第2張單曲，於2019年4月7日派往電台，並於同年4月17日率先提供標題曲線上下載，其後於同年5月15日由波麗佳音正式發行。歌曲由樂隊的主唱藤原聰作曲與填詞，並參考英倫樂隊的風格創作。歌曲為《信用欺詐師JP》電影版的主題曲，以「欺詐師的憂鬱」作為主題，並參考了動畫《命運石之門》的設定。
歌曲於發行前後獲得樂評家的正面評價，包括讚賞歌曲的聲音深入心中，以及認為歌曲給予了樂隊不只是輕快愉悅的另一面印象。歌曲發行獲得巨大商業成功，包括連續34週高據Oricon公信榜與日本《告示牌》的串流歌曲排行榜冠軍，並成為2019年單曲串流排行榜的年度冠軍歌曲。歌曲亦分別獲得日本唱片協會的串流媒體鑽石唱片認證，以及單曲下載百萬唱片認證。
Pretender的音樂錄影帶全部於台北取景拍攝，並加入了台灣的模特兒與演員拍攝；歌曲的原音樂版音樂錄影帶則在東京拍攝。樂隊於該單曲發行前後多次演唱歌曲，包括在《MUSIC STATION》、《Buzz Rhythm02》以及《第70回NHK紅白歌合戰》等音樂節目，以及「Official髭男dism one-man tour 2019」、「Official髭男dism ONLINE LIVE 2020 - Arena Travelers -」與「Official髭男dism SHOCKING NUTS TOUR」等演唱會。

## 創作背景
2018年，Official髭男dism的第1張單曲無可置疑成為富士電視台月九連續劇《信用欺詐師JP》的主題曲，也是月九連續劇首次使用獨立音樂歌手的歌曲作為主題曲。劇集其後確認拍攝電影版，並訂於2019年上映。2018年7月，樂隊被告知獲電影製作方委託創作主題曲，隨即展開歌曲的創作。可是在開始製作的三個月裡，樂隊提交的作品皆被電影製作方回絕，並被對方以「歌曲的風格與電影不搭」、「歌詞應該要更有經歷過甜酸苦辣的成熟感」等理由讓他們重新製作。
電影製作方亦向樂隊提出製作「類似誰人樂團風格的歌曲」的請求，使對英倫搖滾並不熟識的樂隊感到苦惱，並請求團隊中認識較深的工作人員推薦歌曲，希望透過聆聽不同作品以探索並發掘當中的元素。作為鋼琴流行樂隊的Official髭男dism聽了同樣使用鋼琴的英倫樂隊的歌曲，並開始浮現出歌曲的印象。樂隊亦就歌詞的創作特意從電影團隊瞭解希望透過電影傳達的訊息，並閱讀了劇本，以及在無聲音的狀態觀看作品，在知道歌曲於甚麼場面播放的情況下創作歌詞。2018年11月，電影製作方決定採用樂隊的歌曲《Goodbye Romance》作為主題曲，其後樂隊便就歌曲作出修改以及開始錄製，並把歌曲更名為Pretender。

## 音樂與歌詞
Pretender是一首融入英倫搖滾風格的J-Pop中板歌曲，全長5分26秒。歌曲以降A大調創作，每分鐘達92拍。歌曲伴奏使用的樂器包括鋼琴、結他、電貝斯與鼓。歌曲的前奏以反覆彈奏的結他聲為主，並加入近似原音演奏的鼓聲，而主歌則轉為以編程方式處理的打擊樂器節拍。歌曲的導歌部分加入了鍵盤的演奏，並以原音演奏出不同節奏的鼓聲。歌曲的副歌再次加入反覆演奏的結他聲，而節拍的質感也變得更有繼續感。歌曲的尾聲部分以前奏未有出現的鋼琴聲作為結束。
歌曲以「欺詐師的憂鬱」作為主題，唱出「假如戀愛對象與欺騙對象成為同一人的話，便會出現無法真誠面對自己感情的場面」。歌詞亦從主人公的主觀角度出發，寫出即使明知二人的關係始終會迎來結束的一天，但自己仍然不想從夢中醒來，還想繼續享受當中的甜蜜的複雜感受。歌曲的創作亦受到主唱藤原聰喜愛的動畫《命運石之門》影響，加入「世界線」等相關設定的歌詞。

## 專業評價
Pretender於發行獲得樂評家正面的評價。《EMTG Music》的田中大稱讚歌曲使用簡單的言語表達出純粹的想法，並讚賞歌曲的聲音深入心中。他亦認為歌曲捕捉了「欺詐」中的「偽裝」本質，使它從情歌中更加伸延昇華。《Real Sound》的渡部秋子讚賞歌曲傳達出分別時痛苦的心情，並認為歌曲的特色為選用了與旋律契合的押韻歌詞。
《Oricon》的森朋之讚賞歌曲穩固押韻的歌詞以及具黑人音樂感覺的節奏與編曲，融入著節奏藍調與嘻哈等作為音樂根源的元素，以製作出每個人都能享受的J-Pop歌曲。《Rockin'On》的遠藤利明讚賞歌曲仿如故事一樣，把歌曲主角雖然已經知道卻假裝並不知情的這份深刻的感情表現出來。他亦認為歌曲給予了樂隊不只是輕快愉悅的另一面印象。
《搖滾生活》的編輯讚賞這是一首無論從何處聽起都是最棒的歌曲，並從旋律、編曲、填詞，以及主唱的聲樂等多方面盛讚歌曲。《Skream!》的山口智男讚賞歌曲唱出未能得到回報的男人的愛戀之心。他亦認為輕鬆的歌聲中亦帶有悲傷與甜酸也是值得聆聽的地方。

### 獎項
| 年份   | 機構                  | 獎項               | 結果 | 來源   |
| ------ | --------------------- | ------------------ | ---- | ------ |
| 2019年 | MTV日本音樂錄影帶大獎 | 最佳歌曲獎         | 獲獎 | [ 20 ] |
| 2020年 | 日本金唱片大獎        | 最佳五大下載歌曲獎 | 獲獎 | [ 21 ] |
| 2020年 | Space Shower 音樂獎   | 年度歌曲獎         | 獲獎 | [ 22 ] |
| 2020年 | MPA獎                 | 熱門歌曲獎         | 獲獎 | [ 23 ] |
| 2021年 | JASRAC獎              | 銀獎               | 獲獎 | [ 24 ] |

## 商業成績
在實體唱片方面，Pretender在發行首週以超過1.2萬張銷量空降Oricon公信榜第9位，成為樂隊第一張打進週榜前10位的單曲，並同時空降日本《告示牌》的單曲實體銷售排行榜第9位。單曲在Oricon公信榜總共逗留了73週，成為樂隊第二長賣的單曲，僅次於《I LOVE...》的77週，而累計銷量則超過3.9萬張。
在線上下載方面，Pretender在發行首週空降以超過4,900首下載量空降Oricon公信榜單曲下載排行榜第15位，並同時空降日本《告示牌》的歌曲下載排行榜第16位。歌曲的下載排行其後在實體發行與電影《信用欺詐師JP: 香港浪漫篇》上映當週躍升至Oricon公信榜與日本《告示牌》的第2位，僅次於菅田將暉的《找錯遊戲》。歌曲其後在2019年至2020年總共登上Oricon公信榜的單曲下載排行榜四週冠軍，以及日本《告示牌》的歌曲下載排行榜三週冠軍。歌曲其後在2020年9月獲日本唱片協會的單曲下載百萬唱片認證，代表歌曲在日本的累計下載量已經突破100萬次。
歌曲在串流媒體取得更大成功，包括在Oricon公信榜的單曲串流排行榜中斷了女歌手愛繆憑《金盞花》獲得的連續23週冠軍，並連續34週高據榜單冠軍位置，創下連續獲得最多冠軍週數的紀錄。歌曲其後成為創榜以來第一首串流量突破1億的作品，並成為2019年全年最高串流量的單曲。歌曲亦同樣連續34週登上日本《告示牌》的歌曲串流排行榜冠軍，並成為創榜以來最快突破1億次串流量的歌曲。歌曲也主要憑著突出的串流成績分別登上Oricon公信榜的單曲合算排行榜一週冠軍，以及日本《告示牌》的日本熱門100金曲榜七週冠軍。歌曲其後在2022年2月獲日本唱片協會認證為鑽石唱片，根據日本《告示牌》的數據，歌曲在日本的累計串流播放量截至2022年9月已突破7億次。

## 音樂錄影帶
Pretender的音樂錄影帶由新保拓人拍攝，此前新保亦曾與山下智久、愛繆、一青窈等歌手合作拍攝錄影帶。錄影帶全編在台灣台北取景拍攝，拍攝樂隊以台北夜景作為背景演奏與歌唱的片段，並穿插當地的模特兒與演員拍攝的戲劇場面。錄影帶裡出現的「東方電影院」霓虹燈為配合歌曲的世界觀而特別另外製作的場景，架設於台北國際藝術村，而火鍋店招牌等其他場景則是取自西門町的街景。

錄影帶其中一幕，展現樂隊以台北夜景做為背景演奏與歌唱

錄影帶於2019年4月16日在YouTube公開，錄影帶於11月突破1億次播放量，並成為2019年日本YouTube播放量最高的音樂影片。截至2022年11月，錄影帶的播放量已經突破4.3億次。
樂隊於2019年5月22日公開了Pretender的原音樂版音樂錄影帶，錄影帶於東京取景拍攝，拍攝樂隊以東京夜景作為背景演奏與歌唱的場面。錄影帶的導演為武藤義明。

## 現場表演
2019年5月8日，Official髭男dism於電影《信用詐欺師JP》的首映會上現身演唱了Pretender與無可置疑。2日後，樂隊登上了朝日電視台的音樂節目《MUSIC STATION》演唱Pretender。2日後，樂隊於YouTube直播的單曲發售紀念節目上演唱了歌曲的原音樂版。5月17日，樂隊於日本電視台的音樂節目《Buzz Rhythm02》上演唱了無可置疑與Stand By You的組曲，並演唱了Pretender。1日後，樂隊於台場購物廣場舉行的免費演唱會「Official髭男dism Free Live」上演唱了歌曲。
9月12日，樂隊於NHK電視台的音樂節目《SONGS OF TOKYO Festival 2019》上演唱了Pretender。12月27日，樂隊在朝日電視台的音樂節目《MUSIC STATION》的特輯「ULTRA SUPERLIVE 2019」上演唱了宿命與Pretender。12月31日，樂隊登上NHK電視台的《第70回NHK紅白歌合戰》演唱Pretender。
樂隊亦在Pretender發行後於多個演唱會上演唱歌曲，當中包括2019年舉行的「Official髭男dism one-man tour 2019」，以及2019年至2020年舉行的「Official髭男dism Tour 19/20 - Hall Travelers -」。樂隊亦在2020年舉行的線上演唱會「Official髭男dism ONLINE LIVE 2020 - Arena Travelers -」演唱歌曲，以及2021年舉行的「Official髭男dism Road to ｢one - man tour 2021-2022｣」演唱Pretender。樂隊其後在2021年至2022年舉行的「Official髭男dism one - man tour 2021-2022 - Editorial -」演唱歌曲，並在2022年舉行的「Official髭男dism SHOCKING NUTS TOUR」上演唱歌曲。

## 翻唱版本
2019年11月8日，女歌手Raon以數碼單曲形式發行Pretender的翻唱版本。同年11月13日，樂團五聲音階推出日本限定精選輯《PTX Japan 5th Anniversary Greatest Hits》，並收錄Pretender的翻唱版本。2020年3月18日，女歌手Uru推出的專輯《Orion Blue》首發限定版收錄Pretender的翻唱版本。同年8月30日，樂隊Golden Bomber的主唱鬼龍院翔推出的翻唱專輯《うたってきりりんぱ》收錄了Pretender的翻唱版本。
2021年1月27日，女歌手廣瀨香美推出的專輯《我歌唱 你歌唱》收錄了Pretender的翻唱版本。同年3月28日，女歌手島津亞矢推出的翻唱專輯《SINGER 7》收錄了Pretender的翻唱版本。2022年6月17日，二宮和也推出的翻唱專輯《○○和二宮》收錄了Pretender的翻唱版本。

## 收錄曲目
| CD 線上下載 串流媒體 | CD 線上下載 串流媒體       | CD 線上下載 串流媒體 |
| 曲序                 | 曲目                       | 时长                 |
| -------------------- | -------------------------- | -------------------- |
| 1.                   | Pretender                  | 5:26                 |
| 2.                   | Amazing                    | 3:51                 |
| 3.                   | Pretender（Acoustic ver.） | 3:43                 |
| 总时长：             | 总时长：                   | 13:02                |

| DVD（首發限定版） | DVD（首發限定版）                    |
| 曲序              | 曲目                                 |
| ----------------- | ------------------------------------ |
| 1.                | 星期日的情書（）                     |
| 2.                | 55                                   |
| 3.                | 如果一切能回到原點（）               |
| 4.                | 可能性                               |
| 5.                | 針織帽（）                           |
| 6.                | 115萬公里的底片（）                  |
| 7.                | Tell Me Baby                         |
| 8.                | 異端明星（）                         |
| 9.                | 無可置疑（）                         |
| 10.               | 犬派還是貓派就讓我們吵到死為止吧（） |
| 11.               | Stand By You                         |
| 总时长：          | 55:00                                |

## 製作名單
製作名單來自Pretender的單曲內頁。

### 錄音室
- 錄製 – 波麗佳音代代木錄音室、伊豆錄音室
- 混音 – ABS工作室
- 母帶處理 – Sterling Sound

### 參與人員
| Official髭男dism - 藤原聰 – 聲樂、鋼琴 - 小笹大輔 – 結他、合唱 - 楢崎誠 – 電貝斯、色士風、合唱 - 松浦匡希 – 鼓、合唱 | 其他人員 - 藤原聰 – 作曲、填詞、編程（全曲目）、附加鼓樂（曲目2） - Official髭男dism – 編曲（全曲目） - 望月達也（Innovator Associates Inc.） – 結他技師（曲目1） - 和田元氣 – 鼓技師（曲目1） - 尾田昴太 – 樂器技師（曲目2、3） - 小森雅仁 – 錄製、混音 - 泰德·傑森 – 母帶處理 |

## 榜單成績
| 榜單（2019年－2020年）                   | 最高 位置 |
| ---------------------------------------- | --------- |
| 日本單曲排行榜（Oricon）                 | 9         |
| 日本單曲下載排行榜（Oricon）             | 1         |
| 日本單曲串流排行榜（Oricon）             | 1         |
| 日本單曲合算排行榜（Oricon）             | 1         |
| 日本熱門100金曲榜（日本《告示牌》）      | 1         |
| 日本單曲實體銷售排行榜（日本《告示牌》） | 9         |
| 日本歌曲下載排行榜（日本《告示牌》）     | 1         |
| 日本歌曲串流排行榜（日本《告示牌》）     | 1         |

| 榜單（2019年）           | 最高 位置 |
| ------------------------ | --------- |
| 日本單曲排行榜（Oricon） | 21        |

| 榜單（2019年）                       | 位置 |
| ------------------------------------ | ---- |
| 日本單曲下載排行榜（Oricon）         | 6    |
| 日本單曲串流排行榜（Oricon）         | 1    |
| 日本單曲合算排行榜（Oricon）         | 11   |
| 日本熱門100金曲榜（日本《告示牌》）  | 3    |
| 日本歌曲下載排行榜（日本《告示牌》） | 7    |
| 日本歌曲串流排行榜（日本《告示牌》） | 2    |

| 榜單（2020年）                       | 位置 |
| ------------------------------------ | ---- |
| 日本單曲下載排行榜（Oricon）         | 5    |
| 日本單曲串流排行榜（Oricon）         | 2    |
| 日本單曲合算排行榜（Oricon）         | 11   |
| 日本熱門100金曲榜（日本《告示牌》）  | 2    |
| 日本歌曲下載排行榜（日本《告示牌》） | 4    |
| 日本歌曲串流排行榜（日本《告示牌》） | 2    |

| 榜單（2021年）                       | 位置 |
| ------------------------------------ | ---- |
| 日本單曲下載排行榜（Oricon）         | 57   |
| 日本單曲串流排行榜（Oricon）         | 18   |
| 日本單曲合算排行榜（Oricon）         | 29   |
| 日本熱門100金曲榜（日本《告示牌》）  | 20   |
| 日本歌曲下載排行榜（日本《告示牌》） | 52   |
| 日本歌曲串流排行榜（日本《告示牌》） | 17   |

| 榜單（2022年）                       | 位置 |
| ------------------------------------ | ---- |
| 日本單曲串流排行榜（Oricon）         | 33   |
| 日本單曲合算排行榜（Oricon）         | 51   |
| 日本熱門100金曲榜（日本《告示牌》）  | 26   |
| 日本歌曲串流排行榜（日本《告示牌》） | 31   |

## 認證
| 地區                                                     | 认证 | 认证单位/销量          |
| -------------------------------------------------------- | ---- | ---------------------- |
| 日本（日本唱片協會）                                     | 百萬 | 1,000,000（單曲下載）^ |
| 串流媒體                                                 |      |                        |
| 日本（日本唱片協會）                                     | 鑽石 | 700,000,000†           |
| *僅含認證的實際銷量 ‡僅含認證的+實際銷量 †僅含認證的銷量 |      |                        |

## 發行歷史
| 地區 | 日期          | 形式                           | 廠牌     | 來源   |
| ---- | ------------- | ------------------------------ | -------- | ------ |
| 日本 | 2019年4月7日  | 電台廣播                       | 波麗佳音 | [ 92 ] |
| 日本 | 2019年4月17日 | 線上下載 串流媒體 （標題曲）   | 波麗佳音 | [ 46 ] |
| 多國 | 2019年5月15日 | 線上下載 串流媒體 （完整單曲） | 波麗佳音 | [ 93 ] |
| 日本 | 2019年5月15日 | CD CD+ DVD                     | 波麗佳音 | [ 92 ] |

## 資料來源
1. ↑  . Rockin'On. 2018-03-19  [2020-01-16]. （原始内容存档于2020-01-02） （日语）.
2. ↑  . 女性自身. 2018-06-05  [2020-01-16]. （原始内容存档于2019-04-05） （日语）.
3. ↑  . 映画.com. 2018-10-04  [2020-01-16]. （原始内容存档于2019-06-29） （日语）.
4. 1 2  . Official髭男dism於YouTube. 2019-05-15  [2020-01-16]. （原始内容存档于2022-02-18） （日语）.
5. 1 2  . KKBOX. 2019-11-27  [2020-01-16]. （原始内容存档于2019-12-08）.
6. 1 2 3  , . . TVガイド. 2018-05-14  [2020-01-16]. （原始内容存档于2019-05-22） （日语）.
7. 1 2  , . . Real Sound. 2019-05-13  [2020-01-16]. （原始内容存档于2022-11-19） （日语）.
8. 1 2 3  , . . Uta-Net. 2019-04-25  [2020-01-15]. （原始内容存档于2022-11-19） （日语）.
9. ↑  , . . Rockin' On. 2019-12-30  [2020-01-15]. （原始内容存档于2022-11-19） （日语）.
10. ↑  . CD Journal.   [2020-01-15] （日语）.
11. ↑  . Tunebat.   [2020-05-05].
12. 1 2  . Official髭男dism於YouTube. 2019-04-16  [2022-11-11]. （原始内容存档于2022-11-03） （日语）.
13. 1 2 3 4  . ロッキン・ライフ. 2020-07-24  [2022-01-15]. （原始内容存档于2022-11-26） （日语）.
14. ↑  , . . Uta-Net. 2019-04-26  [2020-01-15]. （原始内容存档于2022-12-03） （日语）.
15. 1 2  , . . EMTG. 2019-05-14  [2020-01-15] （日语）.
16. ↑  , あきこ. . Real Sound. 2019-05-16  [2020-01-15]. （原始内容存档于2019-09-28） （日语）.
17. ↑  , . . Oricon. 2019-10-26  [2020-01-15]. （原始内容存档于2022-12-04） （日语）.
18. 1 2  , . . Rockin'On. 2019-05-17  [2020-01-15]. （原始内容存档于2019-05-18） （日语）.
19. ↑  , . . Skream!. 2019-05-15  [2020-01-15]. （原始内容存档于2022-04-25） （日语）.
20. ↑  . Yahoo! 新聞. 2019-08-09  [2020-05-05].
21. ↑  . Music Voice. 2020-02-27  [2020-05-05]. （原始内容存档于2020-06-27） （日语）.
22. ↑  . Rockin' On. 2020-03-16  [2020-05-05]. （原始内容存档于2020-05-05） （日语）.
23. ↑  . . 2020-12-10  [2021-05-05]. （原始内容存档于2022-11-19） （日语）.
24. ↑  . 迷迷音. 2021-07-28  [2022-05-05]. （原始内容存档于2022-11-19）.
25. 1 2  . Oricon.   [2020-01-15]. （原始内容存档于2019-05-25） （日语）.
26. 1 2  . Oricon.   [2022-11-05]. （原始内容存档于2022-11-19） （日语）.
27. 1 2  . Billboard JAPAN.   [2020-01-10] （日语）.
28. 1 2 3 4 5 6 7  . Oricon.   [2020-01-15]. （原始内容存档于2011-07-16）.
29. ↑  . Oricon.   [2020-01-15]. （原始内容存档于2019-04-26） （日语）.
30. ↑  . Billboard JAPAN. 2019-04-24  [2020-01-15]. （原始内容存档于2022-11-19） （日语）.
31. ↑  . エンタメRBB. 2019-01-16  [2020-04-15]. （原始内容存档于2022-11-19） （日语）.
32. ↑  . Oricon.   [2020-01-15]. （原始内容存档于2019-05-23） （日语）.
33. ↑  . Billboard JAPAN. 2019-05-22  [2020-01-15]. （原始内容存档于2022-11-19） （日语）.
34. 1 2 3 4  . Oricon. 2020-01-15  [2020-01-15]. （原始内容存档于2020-01-15） （日语）.
35. 1 2 3 4  . Billboard JAPAN. 2020-01-15  [2020-01-15]. （原始内容存档于2020-01-15） （日语）.
36. ↑  . PR Times. 2020-10-20  [2022-05-05]. （原始内容存档于2022-11-19）.
37. ↑  . Oricon. 2019-05-29  [2020-01-15]. （原始内容存档于2019-06-03） （日语）.
38. ↑  . Oricon. 2019-12-03  [2020-01-15]. （原始内容存档于2019-12-09） （日语）.
39. ↑  . Oricon. 2019-12-23  [2020-01-15] （日语）.
40. 1 2  . Billboard JAPAN. 2020-01-15  [2020-01-15]. （原始内容存档于2022-05-03） （日语）.
41. ↑  . Billboard JAPAN. 2019-09-27  [2020-01-15]. （原始内容存档于2019-12-08） （日语）.
42. 1 2  . Oricon.   [2020-01-15]. （原始内容存档于2020-01-11） （日语）.
43. ↑  . PR Times. 2022-03-20  [2022-05-05]. （原始内容存档于2022-04-22）.
44. 1 2  . Billboard JAPAN. 2022-09-07  [2022-10-16]. （原始内容存档于2022-11-19） （日语）.
45. ↑  . SEP.   [2020-01-15]. （原始内容存档于2021-07-19） （日语）.
46. 1 2 3  . Pony Canyon. 2019-04-17  [2020-01-15]. （原始内容存档于2019-04-26） （日语）.
47. ↑  . 迷迷音. 2019-08-20  [2020-01-15]. （原始内容存档于2022-03-15）.
48. ↑  . Real Sound. 2019-12-05  [2020-01-15]. （原始内容存档于2019-12-06） （日语）.
49. ↑  . Natalie. 2019-05-22  [2020-01-15]. （原始内容存档于2019-06-30） （日语）.
50. ↑  . Official髭男dism於YouTube. 2019-05-22  [2020-01-15]. （原始内容存档于2019-12-28） （日语）.
51. ↑  . Natalie. 2019-05-08  [2020-01-15]. （原始内容存档于2019-05-09） （日语）.
52. ↑  . Rockin'On. 2019-05-08  [2020-01-15]. （原始内容存档于2019-05-18） （日语）.
53. ↑  . Billboard JAPAN. 2019-05-13  [2020-01-15]. （原始内容存档于2019-05-19） （日语）.
54. ↑  . Natalie. 2019-05-17  [2020-01-15]. （原始内容存档于2019-05-18） （日语）.
55. ↑  . OK Music. 2019-05-19  [2020-01-15]. （原始内容存档于2019-07-17） （日语）.
56. ↑  . TVでた蔵.   [2020-01-15] （日语）.
57. ↑  . barks. 2019-12-20  [2020-01-15]. （原始内容存档于2022-01-02） （日语）.
58. ↑  . Oricon. 2019-12-31  [2022-01-15]. （原始内容存档于2022-11-19） （日语）.
59. ↑  . PR Times. 2019-07-23  [2022-08-05]. （原始内容存档于2022-11-19）.
60. ↑  . Fanplus Music. 2020-06-26  [2022-08-05]. （原始内容存档于2022-11-19）.
61. ↑  . Rockin' On. 2021-01-06  [2022-08-05]. （原始内容存档于2022-11-19）.
62. ↑  . Fashion Press. 2022-06-02  [2022-08-05]. （原始内容存档于2022-11-19）.
63. ↑  . . 2022-08-29  [2022-09-05]. （原始内容存档于2022-11-19）.
64. ↑  . Framu Media. 2022-11-01  [2022-11-05]. （原始内容存档于2022-11-19）.
65. ↑  . Apple Music. 2019-11-08  [2022-08-05]. （原始内容存档于2022-11-19）.
66. ↑  . シネマトゥデイ. 2019-10-25  [2022-08-05]. （原始内容存档于2022-11-19）.
67. ↑  . . 2020-02-02  [2022-08-05]. （原始内容存档于2022-11-19）.
68. ↑  . Billboard JAPAN. 2020-06-24  [2022-08-05]. （原始内容存档于2022-11-19）.
69. ↑  . . 2020-12-10  [2022-08-05]. （原始内容存档于2022-11-19）.
70. ↑  . オトカゼ. 2021-03-17  [2022-08-05]. （原始内容存档于2022-12-08）.
71. ↑  , . . Real Sound. 2022-06-26  [2022-08-05]. （原始内容存档于2022-11-19）.
72. ↑   (單曲內頁). Official髭男dism. ポニーキャニオン. 2019-05-15.
73. ↑  . Oricon.   [2020-01-15]. （原始内容存档于2019-06-12） （日语）.
74. ↑  . Oricon: 8. 2019-12-23  [2020-01-15]. （原始内容存档于2019-12-22） （日语）.
75. ↑  . Oricon: 12. 2019-12-23  [2020-01-15]. （原始内容存档于2019-12-23） （日语）.
76. ↑  . Oricon: 14. 2019-12-23  [2020-01-15]. （原始内容存档于2019-12-22） （日语）.
77. ↑  . Billboard JAPAN. 2019-12-06  [2020-01-15]. （原始内容存档于2020-06-09） （日语）.
78. ↑  . Billboard JAPAN. 2019-12-06  [2020-01-15]. （原始内容存档于2021-12-25） （日语）.
79. ↑  . Billboard JAPAN. 2019-12-06  [2020-01-15]. （原始内容存档于2020-03-22） （日语）.
80. ↑  . Oricon: 5. 2020-12-28  [2022-01-15]. （原始内容存档于2022-10-07） （日语）.
81. ↑  . Oricon: 7. 2020-12-28  [2022-01-15]. （原始内容存档于2021-04-27） （日语）.
82. ↑  . Billboard JAPAN. 2020-12-04  [2021-01-15]. （原始内容存档于2022-12-16） （日语）.
83. ↑  . Billboard JAPAN. 2020-12-04  [2021-01-15]. （原始内容存档于2021-01-25） （日语）.
84. ↑  . Billboard JAPAN. 2020-12-04  [2021-01-15]. （原始内容存档于2021-01-25） （日语）.
85. ↑  . Billboard JAPAN. 2021-12-10  [2022-01-15]. （原始内容存档于2021-12-10） （日语）.
86. ↑  . Billboard JAPAN. 2021-12-10  [2022-01-15]. （原始内容存档于2022-10-16） （日语）.
87. ↑  . Billboard JAPAN. 2021-12-10  [2022-01-15]. （原始内容存档于2022-11-18） （日语）.
88. ↑  . Billboard JAPAN. 2022-12-10  [2023-01-05]. （原始内容存档于2022-12-27） （日语）.
89. ↑  . Billboard JAPAN. 2022-12-10  [2023-01-05]. （原始内容存档于2022-12-27） （日语）.
90. ↑  . Recording Industry Association of Japan.   [2022-04-26] （日语）. 在下拉菜单选择“2020年09月”
91. ↑  . Recording Industry Association of Japan （日语）. 在下拉菜单选择“2022年2月”
92. 1 2  . Billboard JAPAN. 2019-04-06  [2020-01-16]. （原始内容存档于2019-04-07） （日语）.
93. ↑  Pretender的多國發行日期:
  - . Apple Music (Australia). 澳洲. 2019-05-15  [2022-02-28]. （原始内容存档于2022-11-19）.
  - . Apple Music (United States). 美國. 2019-05-15  [2022-02-28]. （原始内容存档于2022-11-19）.
  - . Apple Music (Canada). 加拿大. 2019-05-15  [2022-02-28]. （原始内容存档于2022-11-19）.
  - . Apple Music (Hong Kong). 香港. 2019-05-15  [2022-02-28]. （原始内容存档于2022-11-19）.

## 外部連結
- Official髭男dismPretender特設網站（页面存档备份，存于）（日語）